# 鄧州
鄧州（とうしゅう）は、中国にかつて存在した州。隋代から民国初年にかけて、現在の河南省南陽市一帯に設置された。

## 魏晋南北朝時代
北魏により設置された荊州を前身とする。

## 隋代
隋初には、荊州は4郡9県を管轄した。583年（開皇3年）、隋が郡制を廃すると、荊州の属郡は廃止された。587年（開皇7年）、荊州は鄧州と改称された。607年（大業3年）に州が廃止されて郡が置かれると、鄧州は南陽郡と改称され、下部に8県を管轄した。隋代の行政区分に関しては下表を参照。
| 隋代の行政区画変遷 | 隋代の行政区画変遷 | 隋代の行政区画変遷          | 隋代の行政区画変遷 | 隋代の行政区画変遷 | 隋代の行政区画変遷 | 隋代の行政区画変遷                                    |
| 区分               | 開皇元年           | 開皇元年                    | 開皇元年           | 開皇元年           | 区分               | 大業3年                                               |
| ------------------ | ------------------ | --------------------------- | ------------------ | ------------------ | ------------------ | ----------------------------------------------------- |
| 州                 | 荊州               | 荊州                        | 荊州               | 荊州               | 郡                 | 南陽郡                                                |
| 郡                 | 新野郡             | 南陽郡                      | 武関郡             | 順陽郡             | 県                 | 穣県 新野県 南陽県 課陽県 臨湍県 冠軍県 菊潭県 順陽県 |
| 県                 | 穣県 棘陽県        | 上宛県 涅陽県 臨湍県 冠軍県 | 武関県 酈県        | 清郷県             | 県                 | 穣県 新野県 南陽県 課陽県 臨湍県 冠軍県 菊潭県 順陽県 |

## 唐代
619年（武徳2年）、唐により南陽郡は鄧州と改められた。742年（天宝元年）、鄧州は南陽郡と改称された。758年（乾元元年）、南陽郡は鄧州の称にもどされた。鄧州は山南東道に属し、穣・新野・南陽・向城・臨湍・内郷・菊潭の7県を管轄した。

## 宋代
北宋のとき、鄧州に武勝軍節度が置かれた。鄧州は京西南路に属し、穣・南陽・内郷・順陽・淅川の5県を管轄した。
1128年（天会6年）、金の完顔允蹈（世宗の子）が鄧州を占領した。鄧州は南京路に属し、穣・南陽・内郷の3県と順陽・新野・穣東・板橋・張村・峡口の6鎮を管轄した。

## 元代
元のとき、鄧州は南陽府に属し、穣・内郷・新野の3県を管轄した。

## 明代以降
明のとき、鄧州は南陽府に属し、内郷・新野・淅川の3県を管轄した。
清のとき、鄧州は南陽府に属し、内郷・新野の2県を管轄した。
1912年、中華民国により鄧州は廃止され、鄧県と改められた。